# 폴스타 2
폴스타 2(Polestar 2)은 폴스타의 중형 전기 패스트백이다. 폴스타 하위 브랜드로 스웨덴 자동차 제조업체 볼보에서 생산하는 배터리 전기식 5도어 리프트백이다. CMA 플랫폼을 기반으로 2020년 3월 중국 저장성 루차오에 있는 루차오 CMA 슈퍼 팩토리에서 생산이 시작되었다.